# Lycée Claude-Bernard
Pour les articles homonymes, voir Claude Bernard (homonymie).
Le lycée Claude-Bernard est un établissement public local d’enseignement français ouvert en 1938, regroupant un collège et un lycée (avec des CPGE). Il est situé 1, avenue du Parc-des-Princes à Paris, dans le 16e arrondissement et porte le nom du médecin français Claude Bernard (1813-1878).

## Historique
Au début des années 1930 est lancé un programme pour doter le sud du 16e arrondissement  d'un nouveau lycée de garçons et d'un nouveau lycée de jeunes filles (le lycée Jean-de-La-Fontaine). Le lycée Claude-Bernard, lui, est à l'origine conçu pour accueillir 1 200 garçons, répartis dans 50 classes.
Construit en 1937 sur un terrain vaste et dégagé, le lycée voit cependant ses enseignements commencer dès l'année scolaire 1937-1938, alors que le chantier n'est pas terminé. L'établissement est officiellement inauguré le 16 juin 1938 en présence du ministre de l'Éducation nationale Jean Zay ; il s'agit à l'origine d'un lycée de garçons orienté vers les lettres, les sciences et les arts.
Sous l'Occupation de Paris par les forces allemandes, entre le 17 juin 1940 et le 23 août 1944, le lycée est réquisitionné pour être transformé en caserne de troupes SS. Les soldats font leurs exercices militaires à proximité, au Parc des Princes. Ils construisent également un bunker dans les sous-sols du lycée, contenant une infirmerie ; ils servent depuis pour abriter les archives. Les élèves sont transférés au lycée Janson-de-Sailly et les logements des fonctionnaires et des agents du lycée sont utilisés par les Allemands, donnant lieu à des indemnisations à partir d'avril 1942 mais au prix de vols et de dégradations. Le lycée est repris par le personnel résistant, sous l'autorité d'Émile Moussat, professeur, le 24 août 1944, dès la fuite des Allemands, éteignant aussitôt l'incendie qu'ils avaient déclenché. Après la Libération de Paris, le lycée est occupé par des soldats américains de la 2e division blindée menée par Philippe Leclerc de Hauteclocque. Une plaque commémorative dans le hall du lycée rappelle la mémoire de huit élèves juifs déportés et une autre de 23 élèves et professeurs morts pour la France.
En octobre 1946 est ouverte une annexe du lycée, le lycée pilote d'Enghien-les-Bains, qui deviendra le lycée Gustave-Monod et où enseigne notamment Lucie Aubrac.

## Architecture

### Situation
Le lycée est situé sur un quadrilatère compris entre l'avenue du Parc-des-Princes, la rue Lecomte-Du-Nouÿ, le boulevard Murat et la rue de l'Arioste.
Il est desservi par la ligne 9 du métro de Paris à la station Porte de Saint-Cloud.

### Architecture générale
L'architecte est Gustave Umbdenstock. L'entrée principale (en fer forgée, réalisée par Maître Bouchard, membre de l'Institut) est située à l'angle de l'avenue du Parc-des-Princes et de la rue Lecomte-Du-Nouÿ. Elle ouvre sur un hall en rotonde (avec une décoration murale de Maurice Denis) qui permet d'accéder à la cour de récréation centrale. Les bâtiments longent les rues alentour ; les couloirs de services donnant sur la rue et les classes donnant sur la cour intérieure, afin originellement que les élèves ne soient pas « distraits par les bruits de la rue ou les exercices sportifs qui donnent lieu à des manifestations spectaculaires sur le stade du Parc des Princes », les quatre escaliers desservant le lycée ainsi que les services administratifs. Dans la cour, la porte donnant sur le hall est surmontée d'une pendule en fer forgée. On compte une bibliothèque, un amphithéâtre, deux préaux et deux gymnases. Les salles de classe se déploient sur quatre étages et des appartements de fonction se trouvent au cinquième.
Une entrée de service se trouve à l'angle de la rue Lecomte-Du-Nouÿ et du boulevard Murat et une autre, plus petite, sur la rue de l'Arioste.
L'ossature du bâtiment est en béton armé. Le revêtement du rez-de-chaussée est en pierre de Saint-Maximin avec socle en Bagneux, celui des étages en pierre des Sept-Monts et briques roses et celui de la cour en pierre de la Boulaye. Le toit, avec des étages partiels et deux tourelles, est couvert d'ardoise. Il y a également une couverture terrasse pour le surplus.

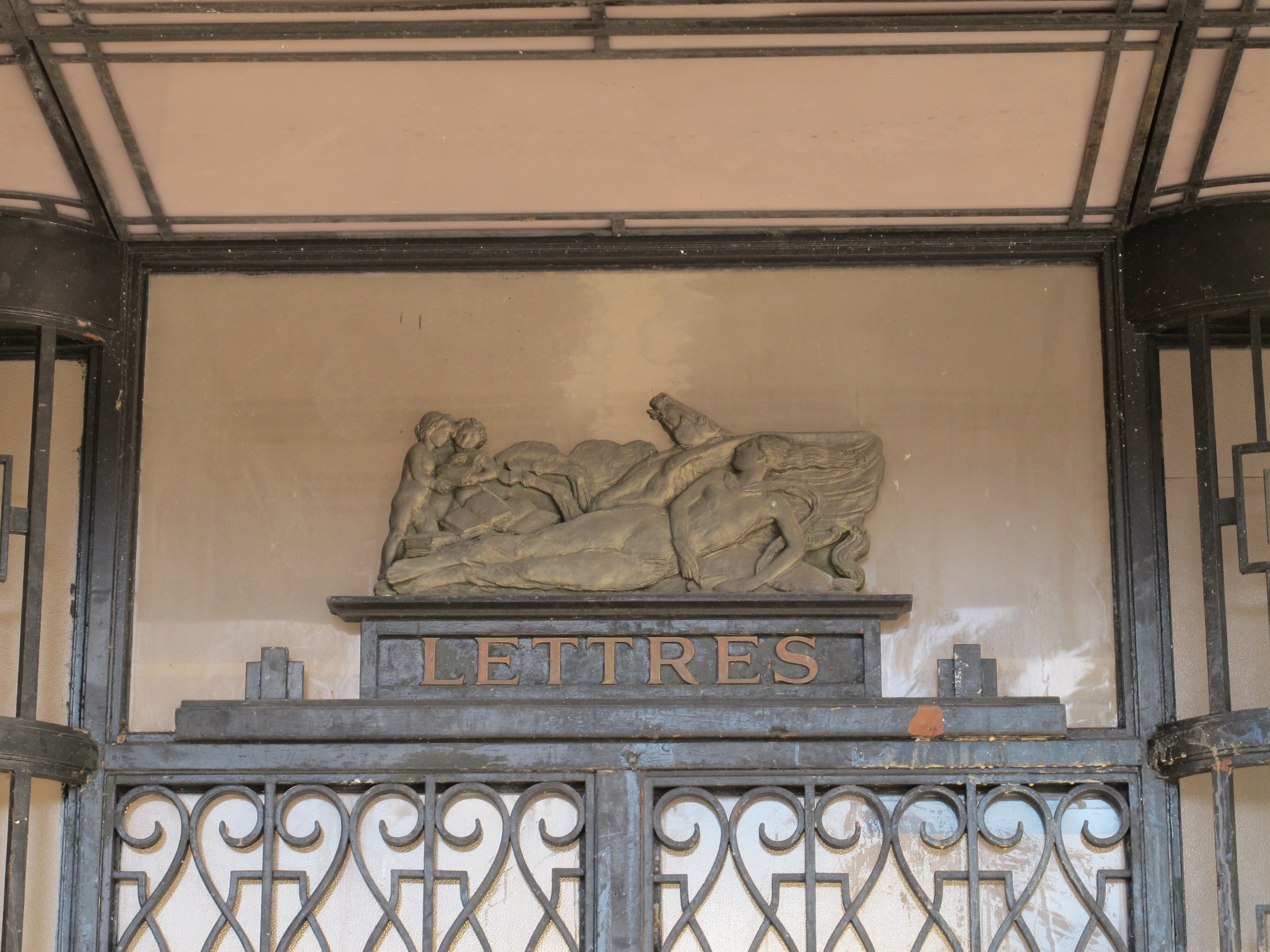
Porte principale (gauche).
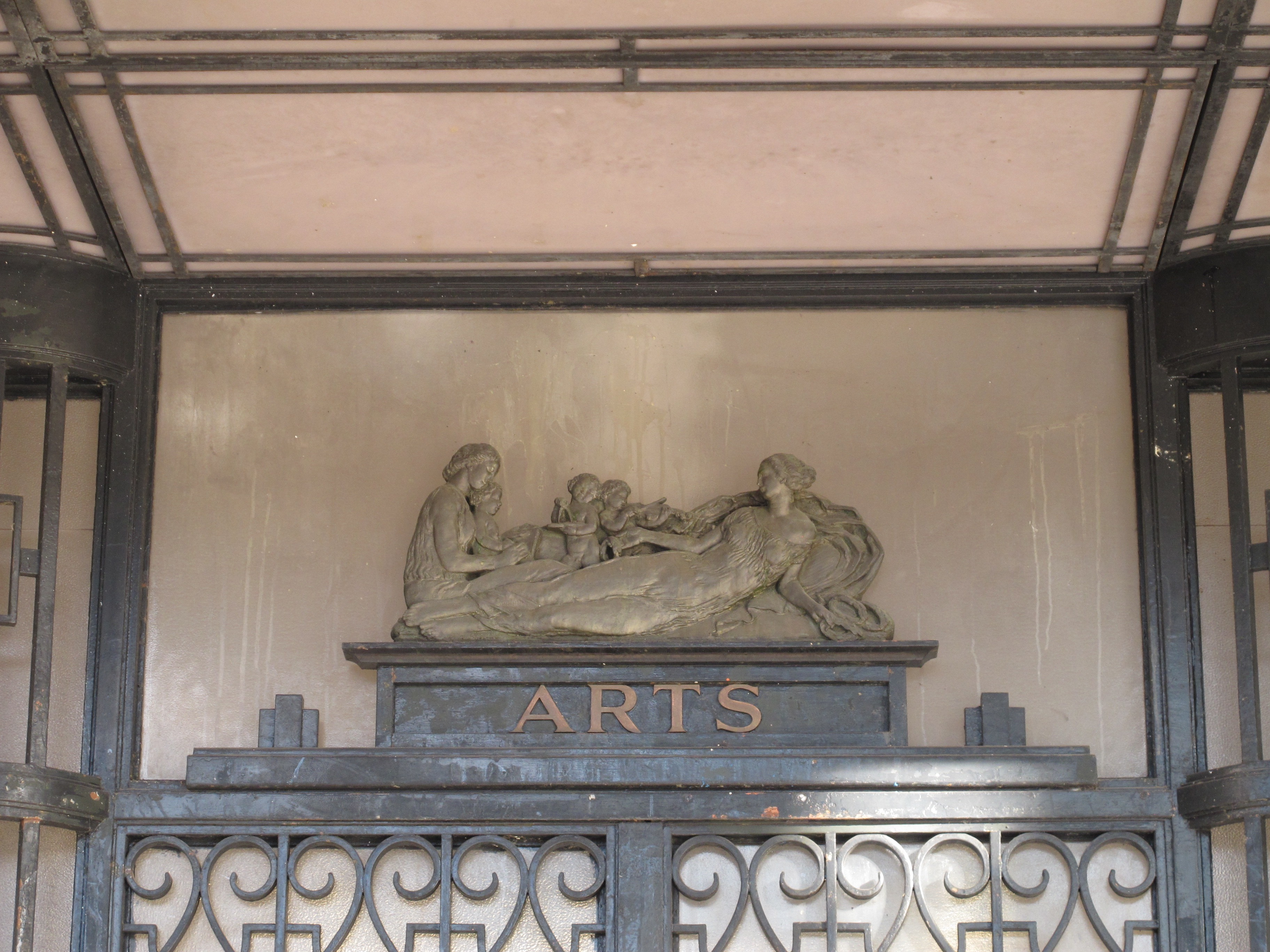
Porte principale (milieu).
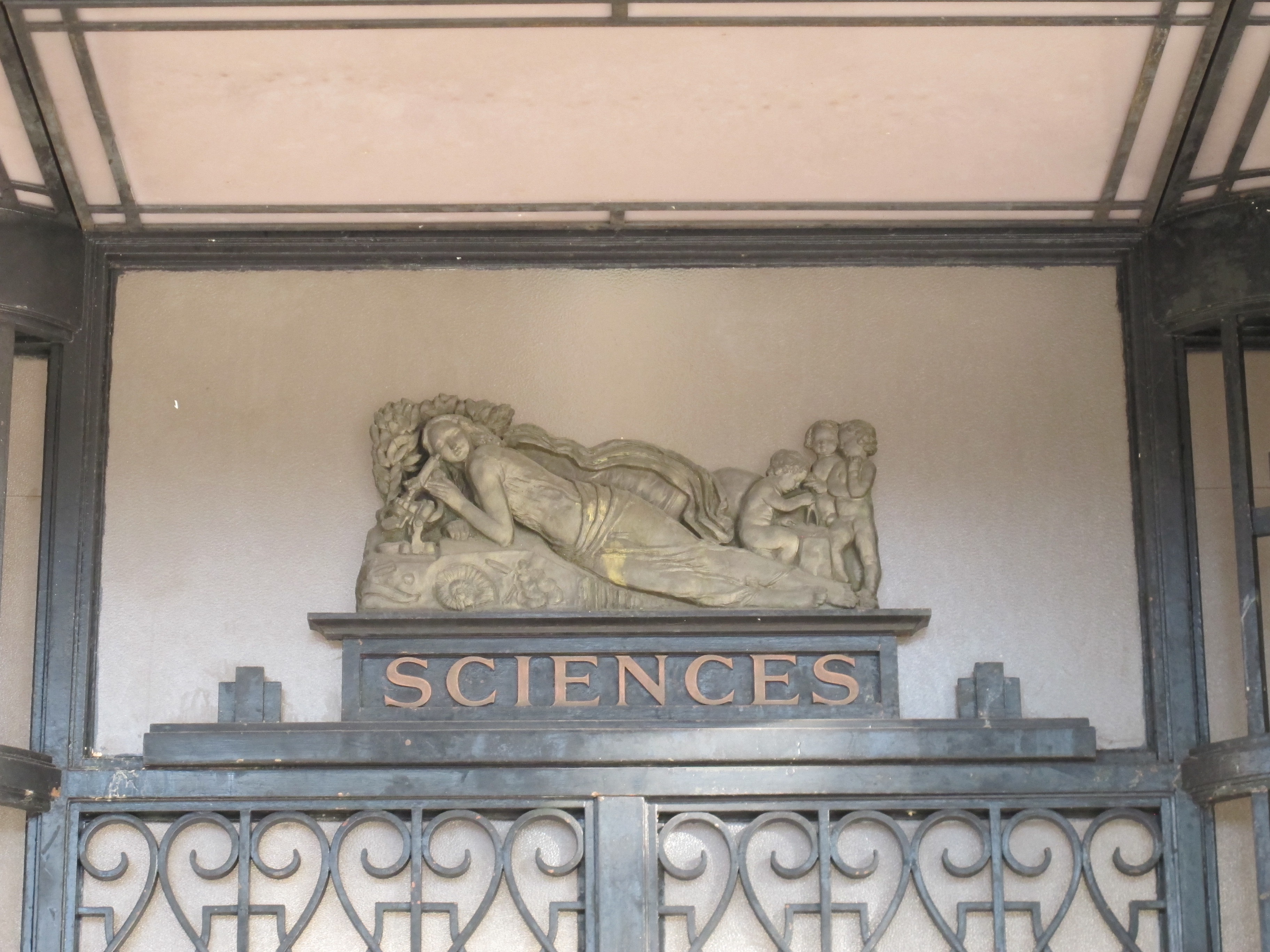
Porte principale (droite).
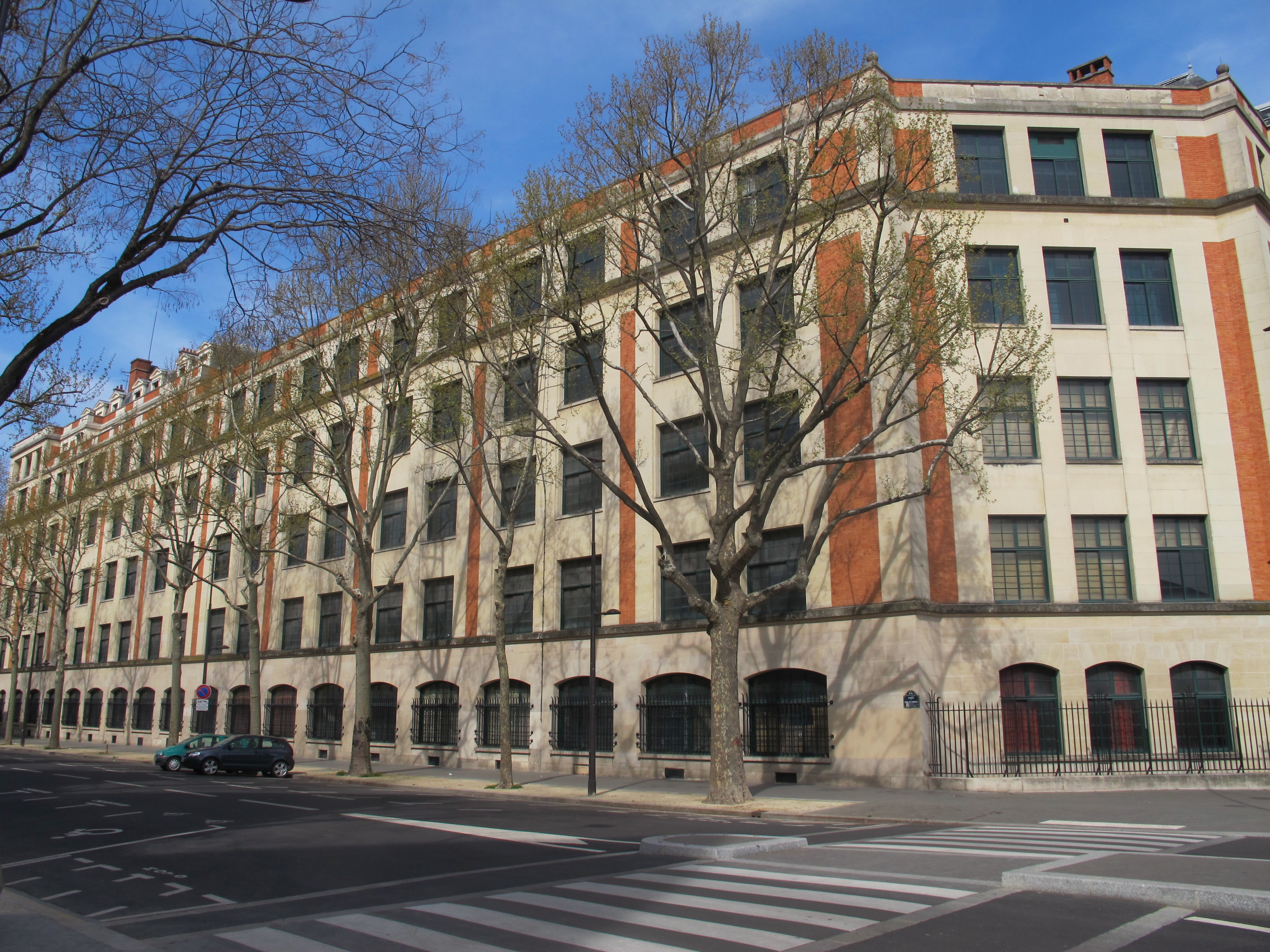
Façade du lycée.

## Classement du lycée
En 2016, le lycée se classe 96e sur 110 au niveau départemental quant à la qualité d'enseignement, et 1738e au niveau national. Le classement s'établit sur trois critères : le taux de réussite au bac, la proportion d'élèves de première qui obtient le baccalauréat en ayant fait les deux dernières années de leur scolarité dans l'établissement, et la valeur ajoutée (calculée à partir de l'origine sociale des élèves, de leur âge et de leurs résultats au diplôme national du brevet).

## Initiatives pédagogiques et technologiques

### Années 1970
En 1975, dans un objectif novateur d'initiation à l'informatique des élèves et enseignants intéressés, le lycée Claude-Bernard, à Paris, a intégré l'opération ministérielle dite « Expérience des 58 lycées » : utilisation de logiciels, et enseignement de la programmation en langage LSE, en club informatique de lycée,, pour 58 établissements de l'enseignement secondaire. À cet effet, dans une première phase, quelques professeurs de l'établissement, enseignants de diverses matières, furent préalablement formés de manière lourde à la programmation informatique. Puis, dans une seconde phase, l'établissement fut doté d'un ensemble informatique en temps partagé comprenant : un mini-ordinateur français CII Mitra 15 avec disque dur, un lecteur de disquettes 8 pouces, plusieurs terminaux écrans claviers Sintra TTE, un téléimprimeur Teletype ASR-33 (en) et le langage LSE implémenté ; tout ceci ayant permis de mettre en œuvre sur le terrain cette démarche expérimentale, avec du matériel informatique ultra-moderne pour l'époque.

## Population scolaire
L'établissement compte environ 1300 élèves, de la 6e aux classes préparatoires.

## Direction du lycée
- 1er février 1941 - date inconnue : Camille Perrin
- Jusque 2016 : Daniel Villevet
- 2016-2018 : Catherine Manciaux
- 2018-2022 : Martine Ferry-Grand
- Depuis 2022 : Véronique Delandre

## Personnalités liées au lycées

### Anciens professeurs
- Michel Deguy
- Nicolas Grellet (mathématiques)
- Louis Poirier (Julien Gracq) (histoire-géographie[15], 1947-1970)

### Anciens élèves
- Jean-Jacques Birgé, compositeur
- François Baroin, homme politique
- Philippe Bouvard, journaliste[16].
- Virginie Calmels, femme politique
- Éric Civanyan, acteur
- François Deguelt, chanteur[17]
- François Delebecque, photographe
- Sacha Distel, chanteur[17]
- Michel Field, journaliste[18]
- Pierre-Gilles de Gennes, prix Nobel de physique 1991
- François Gibault, avocat et écrivain[17]
- Anaïs Jeanneret, romancière
- Mark Karpelès, vendeur de Bitcoin
- Arno Klarsfeld, avocat
- Pascal Légitimus, acteur
- Jacques Livchine, pionnier du théâtre de rue
- Michel Loirette, écrivain
- Bernard Lugan, historien
- Jean-Pol Martin, didacticien
- Georges Perec, écrivain
- Gilles Peress, photographe
- Jean-Christian Petitfils, écrivain et historien
- Jean-Christophe Rufin, écrivain
- Paul-Loup Sulitzer, écrivain
- Paul Wermus, journaliste
- Éric Toulis, chanteur
- Benjamin Voisin, acteur
- Vladimir Volkoff, écrivain[19].

## Annexe